# Вперед, Італіє
Вперед, Італіє (італ. Forza Italia) — найбільша права партія Італії (близько 400 000 членів в 2006 році). Заснована в 1994 році. Лідер — Сільвіо Берлусконі. Провідна партія коаліцій «Полюс свобод» і «Дім свобод». На виборах 2006 року в нижню палату парламенту отримала 23,7 % голосів і 140 місць з 630, на виборах Сенату 23,6 % голосів і 79 місць з 315, пішовши в опозицію. У 2008 році об'єдналася з Національним альянсом, створивши партію «Народ свободи».

## Заснування (1993—1994)
Партію створено 1993 року Сільвіо Берлусконі, успішним бізнесменом і власником чотирьох із головних приватних телевізійних станцій в Італії, поряд з Антоніо Мартіно, Маріо Валдучі, Антоніо Таяні, Марчелло Делл'Утрі, Чезаре Превіті і Джуліано Урбані.
Італія була приголомшена серією корупційних скандалів відомий як Тангентополі і подальше розслідування поліції (операція «Чисті руки»). Це призвело до зникнення п'яти партій, які керували Італією з 1947 року: християнсько-демократична, соціалістична, демократична соціалістична, ліберальна і республіканська (вони сформували успішну п'ятибічну коаліцію під назвою Pentapartito з 1983 по 1991, а потім керували без республіканської з 1991 по 1994) і до кінця так званої першої республіки.
Мета партії полягала в тому, щоб залучити помірних виборців, які були «дезорієнтовані, політичних сиріт і хто ризикує бути не представлені» (як Берлусконі описав їх), особливо якщо Демократична партія лівих (прямі спадкоємці Італійської комуністичної партії) вдалося перемогти на наступних виборах і увійти в уряд в перший раз з 1947 року.

## Короткий перебування при владі (1994—1995)
Через кілька місяців після свого створення «Вперед, Італіє» прийшла до влади в результаті національних виборів 1994 року, очоливши політичну коаліцію, названу Полюсом свобод (італ. Polo delle Libertà), куди увійшли Ліга Півночі, Національний альянс, і Союз центру.
Сільвіо Берлусконі був приведений до присяги в травні 1994 року як прем'єр-міністр Італії, в якому найважливіші пости в кабінеті були розподілені між представниками «Вперед, Італіє»: Антоніо Мартіно став міністром закордонних справ, Чезаре Превіті — міністром оборони, Альфредо Біонді — міністром юстиції та Джуліо Тремонті (у той час незалежний член парламенту) — міністром фінансів.

## П'ять років опозиції (1996—2001)
1996 — під керівництвом партії «Полюс свобод» програла вибори і почалося те, що Берлусконі назвав «Перетин пустелі», те, що може, бути фатальним для молодої і неструктурованої партії, наприклад, «Вперед, Італії». Між 1996 і 1998, партія почала зміцнювати свої організації, під управлінням Клаудіо Скайоли, колишнього християнського демократа, який був національним координатором партії з 1996 по 2001 рік.
У грудні 1999 року партія отримала повноправне членство в Європейській народній партії, в якій Антоніо Таяні, лідер партії в Європейському парламенті, був віце-президентом. У тому ж році, партія показала дуже добрий результат (25,2 %) на виборах Європейського парламенту.
У 2000 році регіональні вибори Полюс свобод, за підтримки Ліги Півночі, виграв у 8 регіонах (найбільш густонаселених, за винятком Кампанії) з 15-и членів партії були обрані президентами регіонів П'ємонт (Ензо Гхіго, переобраний), Ломбардія (Роберто Формігоні, переобраний), Венето (Джанкарло Галан, переобраний), Лігурія (Сандро Біасотті, новообраний), Апулія (Раффаеле Фітто, новообраний) і Калабрія (Джузеппе Чіараваллоті, новообраний).
Партія знову прийшла до влади на виборах 2001 року (29,4 % разом із крихітною італійської Джорджіо Ла Мальфа Республіканської партії), в нову коаліцію під назвою «Дім свобод» і складається в основному з Національного альянсу, Ліги Півночі, Християнсько-демократичного центру та Об'єднаних християнських демократів (останні дві партії об'єдналися в 2002 році, що утворюють Союз християнських демократів та центру, СДЦ).

## П'ять років в уряді (2001—2006)
У червні 2001 року після величезного успіху в травневих виборах, Сільвіо Берлусконі був вдруге обраний главою італійського уряду, найдовше всіх обіймав кабінет в історії Італійської Республіки. Знову ж всі ключові міністерські пости були дані партії. Учасники: внутрішніх справ (Клаудіо Скайола 2001—2002, Джузеппе Пісану 2002—2006), оборони (Антоніо Мартіно 2001—2006), фінансів (Джуліо Тремонті, 2001—2004, 2005—2006), промисловість (Антоніо Марзано 2001—2005, Клаудіо Скайола 2005—2006) і закордонних справ (Франко Фраттіні, 2002—2004). У всякому разі Джанфранко Фіні, лідер Національного Альянсу, був призначений віце-прем'єром уряду і міністром закордонних справ з 2004 по 2006, в той час як Роберто Кастеллі, старша фігура Ліги Півночі був міністром юстиції з 2001 по 2006 рік.
Популярність уряду продовжувала неухильно скорочується з кожним роком. Регіональні вибори в квітні 2005 року були серйозним ударом для партії, яка, однак, залишався сильною в північних регіонах, таких як Ломбардія і Венето, а десь на півдні, де Сицилія є оплотом. Після цих виборів кабінет міністрів було переформовано, у зв'язку з наполяганням лідерів Союзу християнських демократів та центру, і Берлусконі сформував свій третій кабінет.
За п'ять років перебування на посаді, Берлусконі уряд прийняв ряд реформ: реформа пенсійної системи, реформа ринку праці, реформа судової системи та конституційна реформа — остання відкинута на референдумі в червні 2006 року. У зовнішній політиці він переніс позицію країни до більшої близькості до США, у той час як в економічній політиці він не був у змозі знижувати подати, що він відкрито обіцяв всім під час виборчої кампанії 2001 року.

## До Народ свободи (2006—2009)
У 2006 загальних виборів партія була присутня з трохи інший логотип, зі словами «Берлусконі президент» (Берлусконі Presidente). Це був єдиний учасник використовувати слово «президент» у своєму логотипі. На виборах до Палати депутатів, FI набрав 23,7 % і 137 місць, в тих в Сенат 24,0 %, не рахуючи Трентіно-Альто-Адідже, чиї місця були розіграні на першого прийшов до фінішу основі і яка є лівою крило фортеці, через її союзу з Партією автономістські південно-тірольських народних).
31 липня 2007 Берлусконі протеже і можливого наступника Мікела Вітторія Брамбілла зареєстрували назву та логотип «Партії свободи» (Partito делла Либерта) мабуть, з підтримкою Берлусконі. 18 листопада, після того, як Forza Italia стверджує, що зібрані підписи понад 7 млн італійців (включаючи Умберто Боссі) проти другого уряду Романо Проді, щоб задати президенту Республіки Джорджо Наполітано викликати нові вибори, Берлусконі оголосив, що Forza Italia б скоріше об'єднані або перетворені в Народ свободи (PDL) партії.
Після раптового падіння кабінету Проді II 24 січня 2008, розпад коаліції Союзу і подальшого політичної кризи, що прокладають шлях до нової загальної виборах Берлусконі натякнув 25 січня, що Forza Italia б, напевно, заперечується його останнього виборів і нова партія б бути офіційно заснований після цих виборів. В атмосфері примирення з Джанфранко Фіні, Берлусконі також заявив, що нова партія, можливо, бачив участю інших сторін. Нарешті, 8 лютого, Берлусконі і Фіні домовилися сформувати єдиний список під прапором «Народ свободи», в союзі з Лігою Півночі. У 2008 році на загальних виборів PdL виграв 37,4 %, і більшість в обох палатах, завдяки союзу з Лігою Півночі (8,3 %). Незабаром після виборів Берлусконі сформував свій четвертий уряд.
21 листопада 2008 Національна рада партії, під головуванням Альфредо Біонді з присутністю Берлусконі, офіційно вирішила переформування «Вперед, Італії» в «Народ свободи», яке офіційно відбулося 27 березня 2009 року.